# Церква святого Миколая (Соколів)
Церква святого Миколая в Соколові — парафія і храм греко-католицької громади Золотопотіцького деканату Бучацької єпархії Української греко-католицької церкви в селі Соколів Чортківського району Тернопільської области.

## Історія церкви
Першу дерев'яну церкву збудовано в 1773 році. Тепер ця церква знаходиться на території Музею народної архітектури та побуту імені Климентія Шептицького у Львові. У вересні 2023 року за кошти жителів села зведено зменшену копію давнього храму (ініціатори — Василь Григоришин та Ярослав Баран, художник — Іван Дем'янчук).
Нову, цегляну, збудовано в 1993 році. Будівництво проводилося під керівництвом пароха о. Ярослава Павлика, голови парафіяльної ради Ярослава Барана і вірних парафії. Жертводавцями є парафіяни села Соколів і греко-католики навколишніх парафій. Основну фінансову допомогу надав Василь Панькевич і вихідці з села, які проживають за кордоном. Церква ще не розписана.
Парафія до УГКЦ належить з XVIII століття і знову в її лоні з 1992 року. У 1946—1992 роках парафія і храм були підпорядковані РПЦ.  
Храм освятив владика Тернопільської єпархії Михаїл Сабрига в 1998 році.
При парафії діють: спільнота «Матері в молитві», братство «Апостольство молитви», Вівтарна дружина.
На території парафії є фігури, каплички та хресні парафіяльного значені».

## Парохи
- о. Ярослав Павлик (з 1992).